# YesCymru
YesCymru è un'organizzazione gallese apartitica il cui obiettivo principale è ottenere l'indipendenza del Galles al fine di migliorarne il governo del territorio. .
Si stima che YesCymru abbia oltre 7 000 iscritti in tutto il territorio. L'organizzazione sostiene le attività di singoli e gruppi che cercano di promuovere la causa dell'indipendenza gallese, e accoglie qualunque membro che persegua questo scopo a prescindere dal suo background e status sociale.

## Storia
L'organizzazione si è costituita nel 2014 ed è stata presentata ufficialmente il 20 febbraio 2016 a Cardiff.
Nel maggio 2019 il gruppo ha tenuto la prima marcia per l'indipendenza gallese a Cardiff. Secondo gli organizzatori, all'evento avrebbero partecipato circa 3.000 persone; fra i relatori ci fu il leader di Plaid Cymru Adam Price.

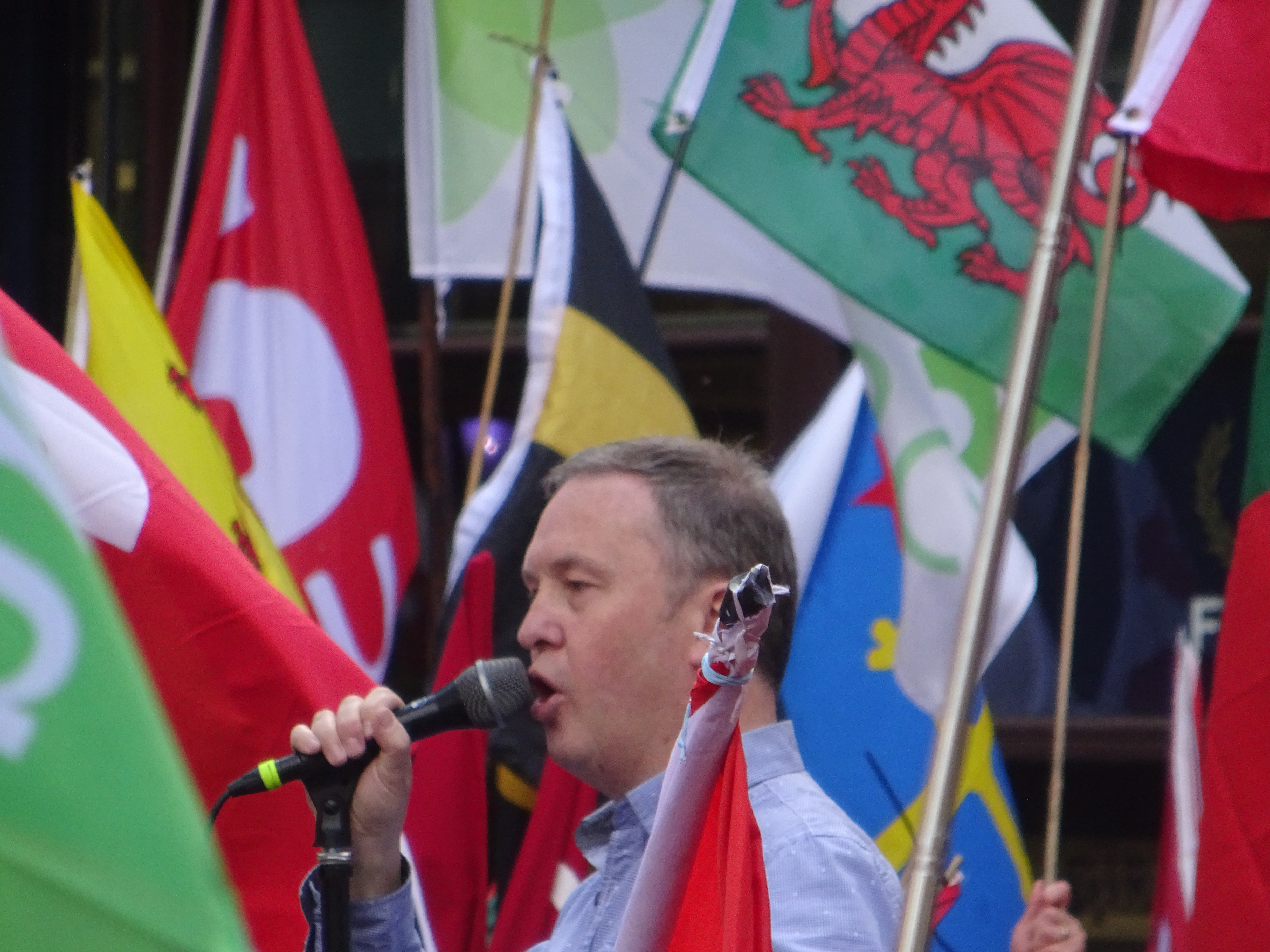
Il leader Siôn Jobbins, durante una manifestazione del 2019.

Nel settembre 2019 si è svolta a Merthyr Tydfil un'altra marcia, alla quale hanno partecipato, come relatori, Eddie Butler, Neville Southall e Kizzy Crawford.